# Arran Chambers
Arran Chambers (* 12. April 1995 in Edmonton) ist ein kanadischer Volleyballspieler.

## Karriere
Chambers studierte von 2013 bis 2018 an der University of Alberta. 2015 nahm er mit den kanadischen Junioren an der U21-Weltmeisterschaft teil. 2018 wurde der Mittelblocker vom deutschen Bundesligisten Netzhoppers Königs Wusterhausen verpflichtet.